# Ngã (Phật giáo)
Ngã (我, sa. ātman, pi. attā) tức là cái "ta" được thiết thuyết với một thể tính trường tồn, không bị ảnh hưởng của tụ tán. Đạo Phật không công nhận sự hiện diện của một ngã như thế. Trong tất cả mọi hiện tượng tâm lý và vật lý thì không có một chủ thể gì được gọi là độc lập, thường còn (Vô ngã, Ngũ uẩn).
Theo đạo Phật, ý nghĩ cho rằng có "ta", có "người" - những đơn vị độc lập không phụ thuộc vào nhau - chính là Vô minh, si mê. Sự nhận thức là có "ta" tự khởi lên bởi vì con người thường bị tri thức mê hoặc - tri thức ở đây là thức thứ sáu, khả năng suy nghĩ phân biệt - cho rằng thế giới nhị nguyên vốn có sẵn và từ đó phát sinh ra sự suy nghĩ và hành động theo quan niệm rằng, "ta" và người, vật bên ngoài hoàn toàn là những đơn vị độc lập. Dần dần, ý nghĩ "ta" khắc sâu vào tâm và những ý nghĩ khác như "ta yêu cái này, ta ghét cái nọ; cái này của ta, cái này của ngươi" bắt đầu nảy nở. Những ý nghĩ nêu trên lại có ảnh hưởng trở lại với ý nghĩ "ta" và, vì vậy, cái "ta" này cai trị tâm linh của con người. Nó sẵn sàng tấn công tất cả những gì mà nó cảm thấy bị đe dọa, thèm khát những gì giúp nó gia tăng quyền lực. Thù hận, tham khát và xa rời chân tính là những tai hại phát sinh từ đó và chúng trực tiếp đưa con người đến bể Khổ.
Trong Thiền tông, người ta sử dụng phương pháp Tọa thiền (ja. zazen) để phá vỡ cái vòng lẩn quẩn nêu trên. Trong quá trình tu tập dưới sự hướng dẫn của một vị Thiền sư, Lão sư (ja. rōshi), người ta có thể dần dần vượt khỏi sự khống chế của cái "Ngã", tiêu diệt "Ngã" hay, đúng hơn, vượt khỏi cái "ý nghĩ sai lầm là có tự ngã" bởi vì, nhìn theo khía cạnh tuyệt đối thì người ta không thể tiêu diệt một cái gì không có thật, chưa hề có thật như cái "Ngã".